# هارژیس
هارژیس (به ارمنی: Հարժիս) یک سکونتگاه مسکونی در ارمنستان است که در استان سیونیک واقع شده‌است. هارژیس در ۷۹ کیلومتری شمال کاپان، مرکز استان سیونیک واقع شده‌است.

## خصوصیات
هارژیس ۳۳٫۸۶ کیلومترمربع مساحت و ۸۷۹ نفر جمعیت دارد و در ارتفاع ۱۷۳۰ متر بالاتر از سطح دریا قرار گرفته‌است.

## جاذبه‌های تاریخی

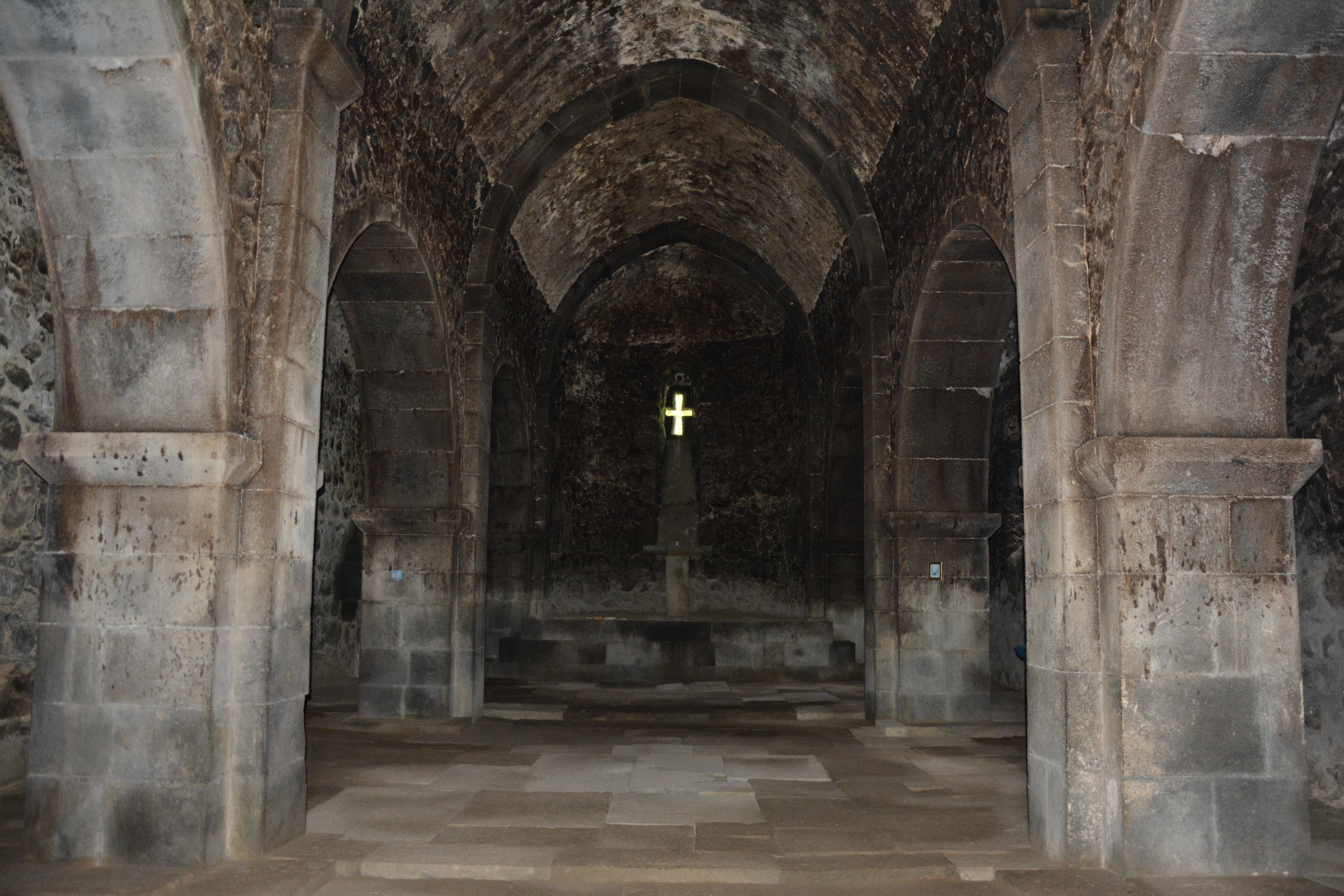
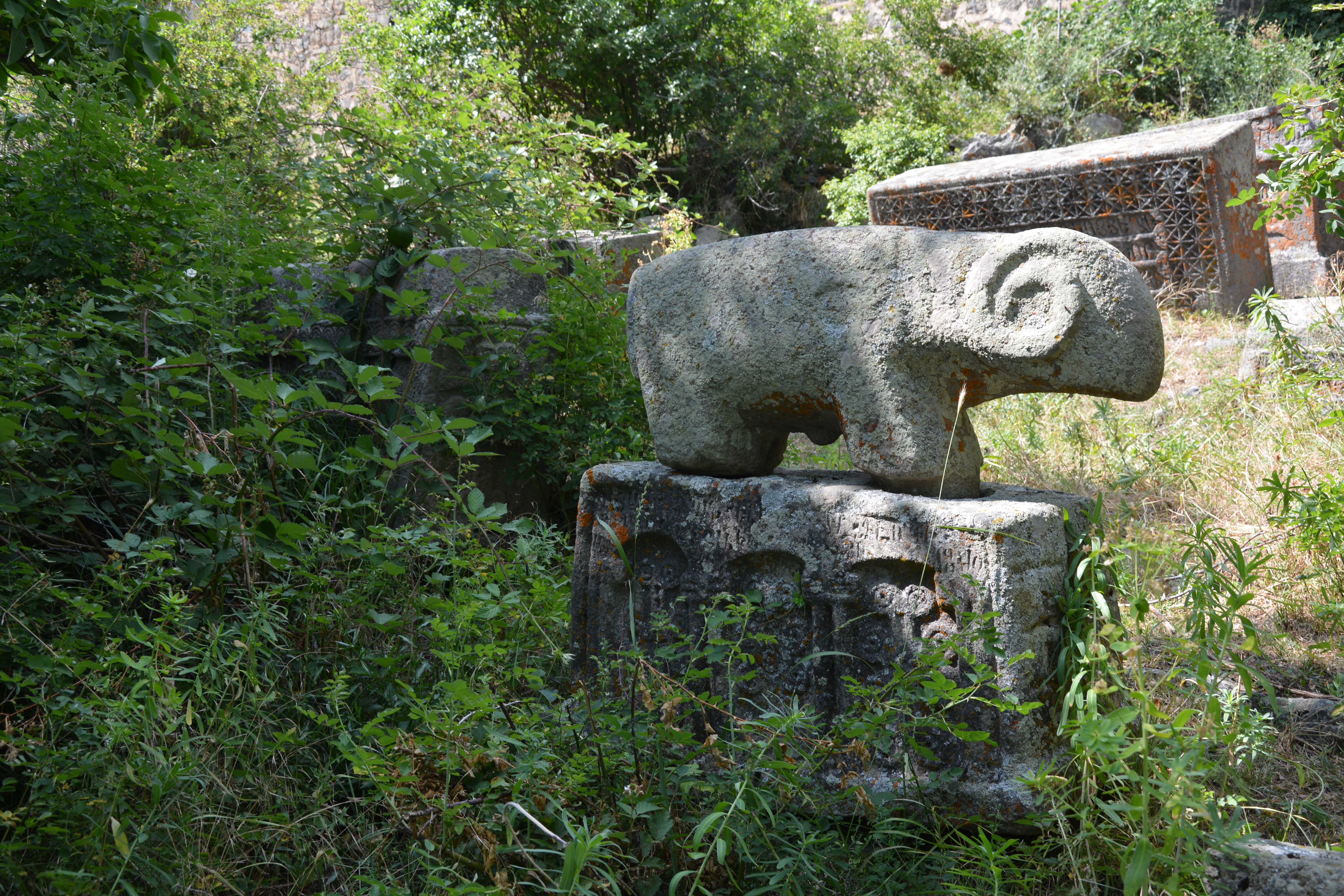
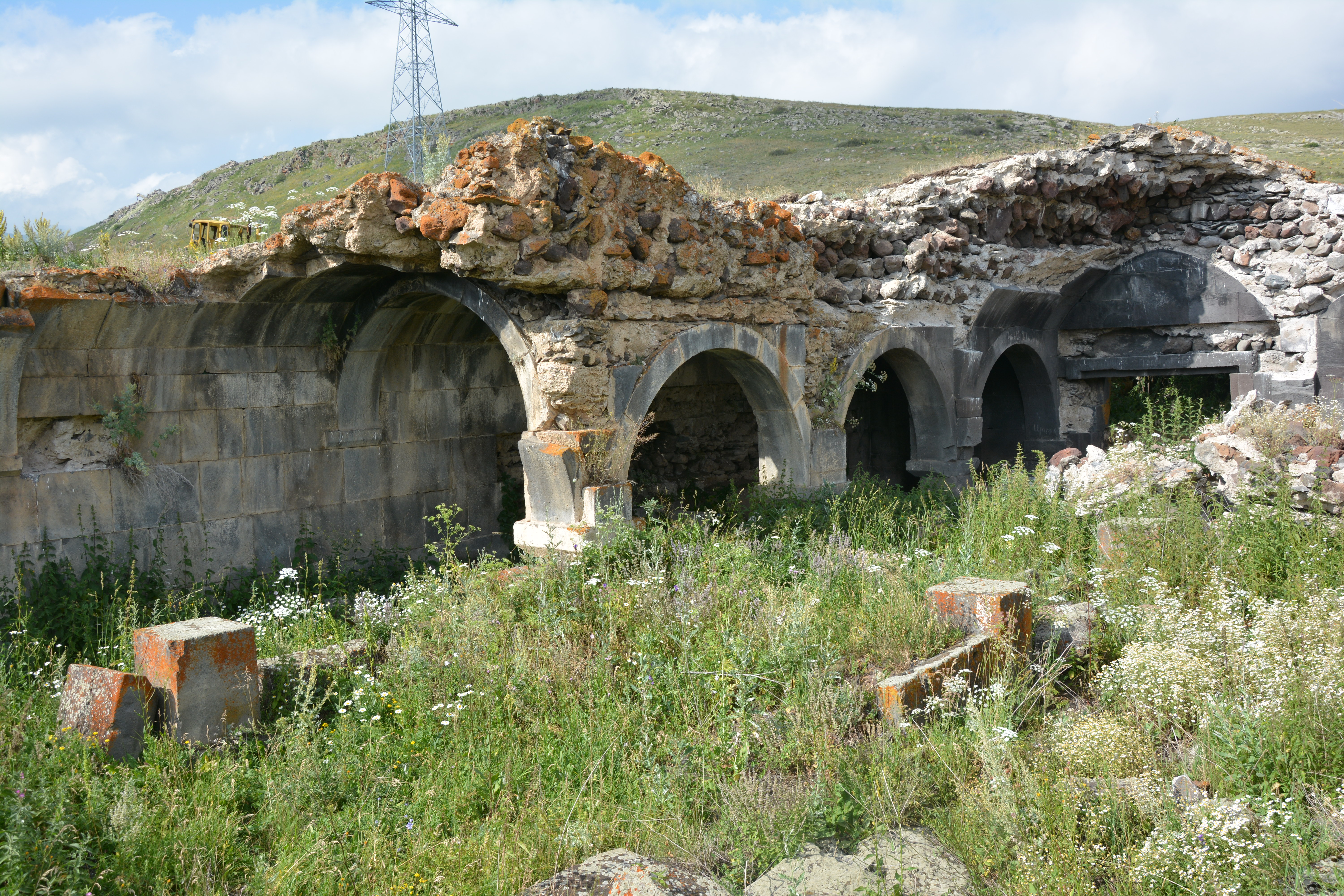
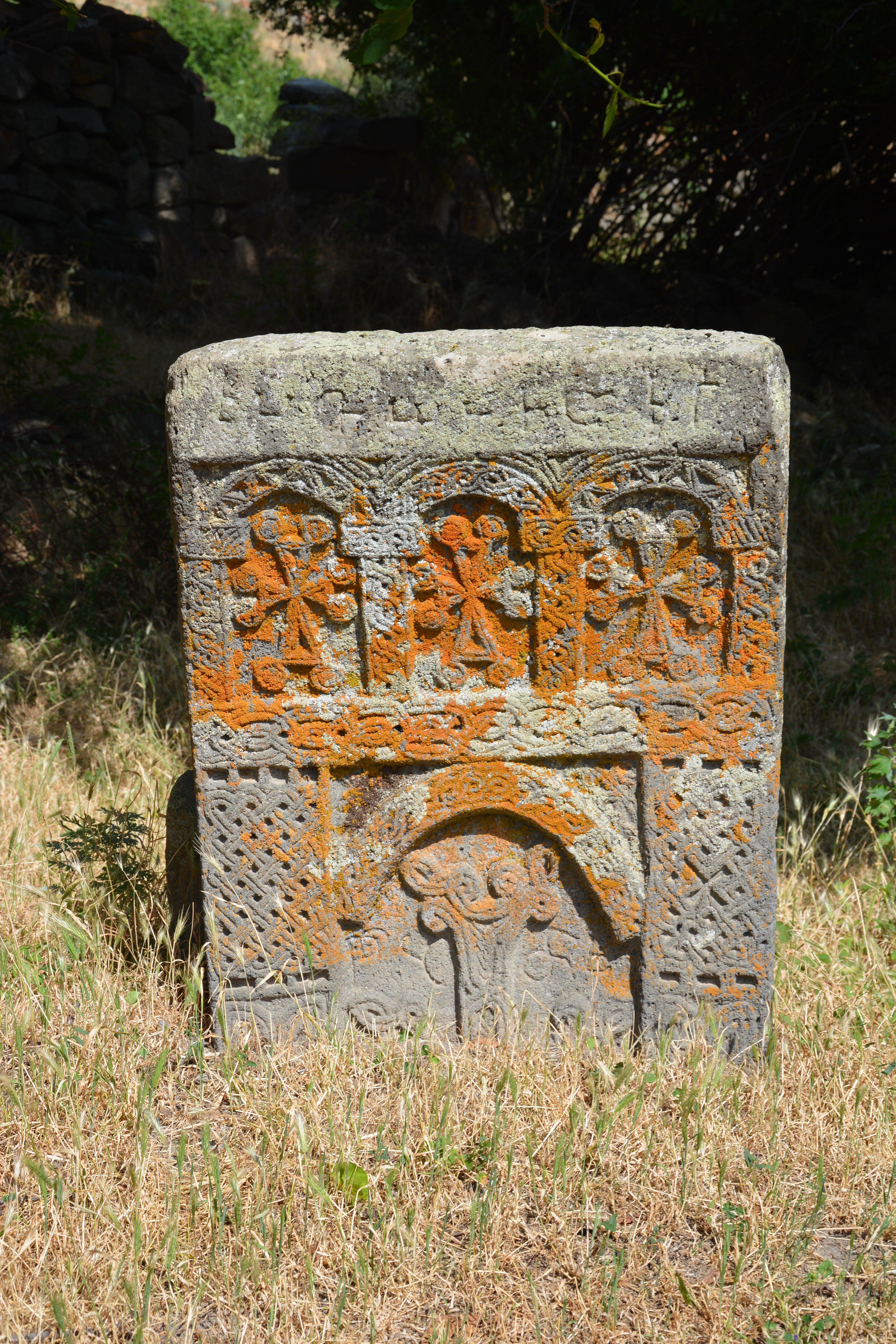
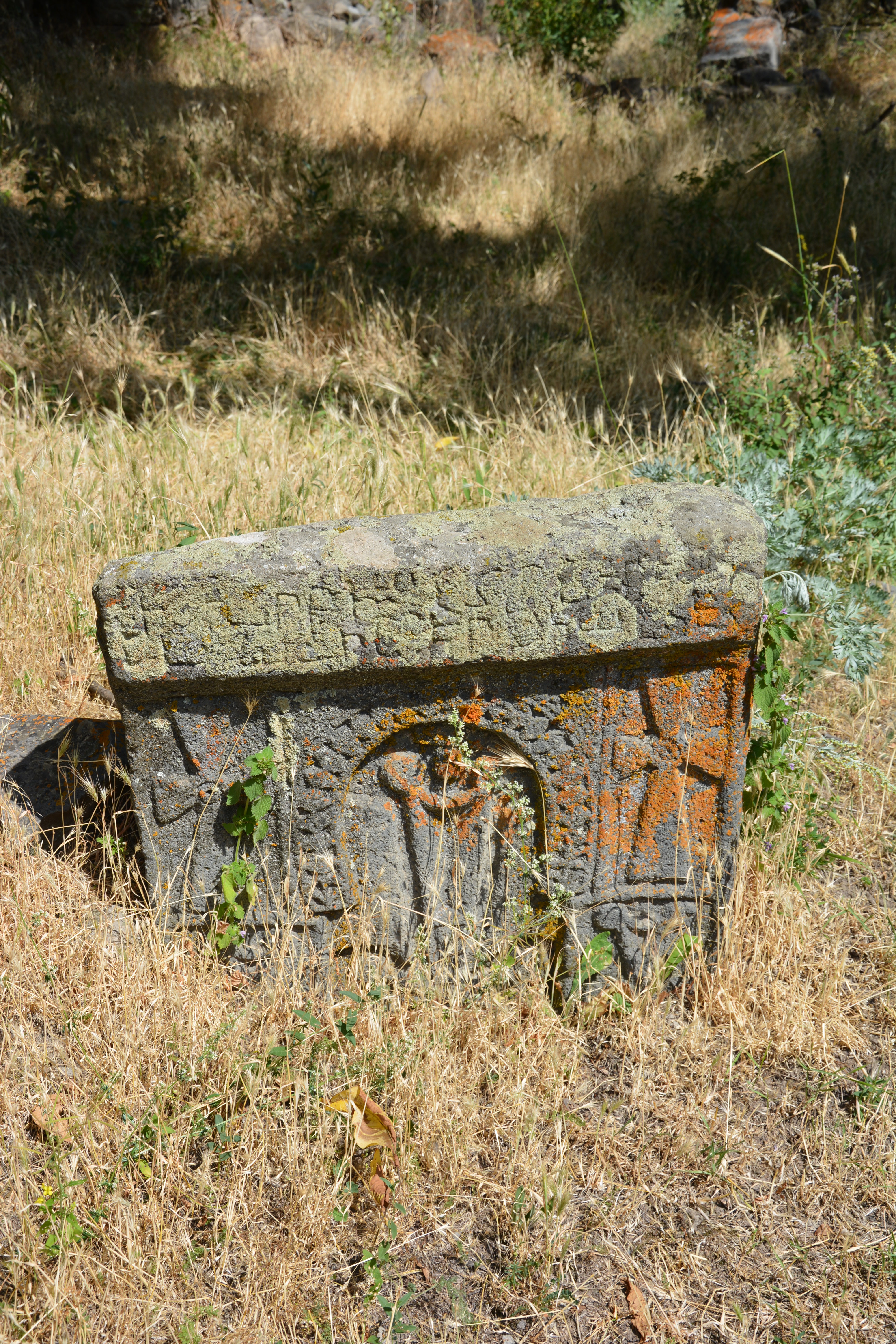
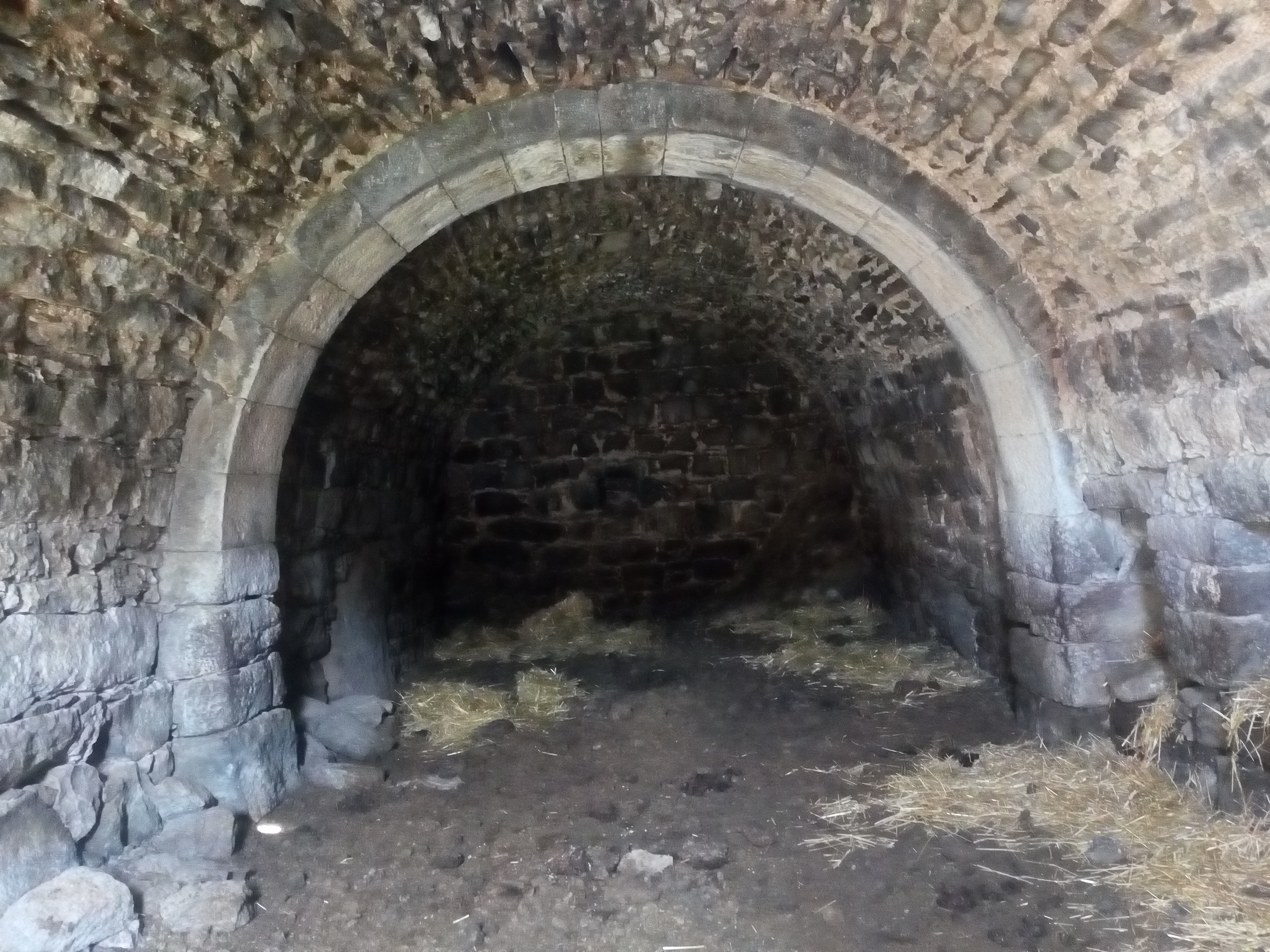